# بدر السمرين
بدر أسامة السمرين (2 يونيو 2000 - )، هو لاعب ملاكمة أردني ، ويمثل حالياً المنتخب الأردني الأول للملاكمة ، بدأ في ممارسة رياضة الملاكمة عام 2012 مع مركز سرور الرياضي وإنضم إلى صفوف المنتخب الأردني عام 2014.

## إنجازاته
أصبح بدر السمرين أول لاعب في تاريخ الأردن برياضة الملاكمة يحرز ميدالية في بطولات العالم بمختلف الفئات العمرية حيث نال الميدالية البرونزية يوم 28 آب عام 2018 في بطولة العالم للشباب والتي جرت في العاصمة الهنغارية بودابست
كما نال «السمرين» الميدالية الذهبية في البطولة العربية عام 2018 لفئة الشباب وقبلها كان قد نال الميدالية الفضية في ذات البطولة وفي عام 2019 توج بالميدالية الذهبية في بطولة الجائزة الكبرى المفتوحة بكرواتيا  بعد تغلبه على اللاعب الأوكراني يانس كوريلينكو ليفوز بذهبية وزن 63 كغم.